# 秦弼明
秦 弼明（朝鮮語: 진필명）は、高麗の文官であり、朝鮮氏族の豊基秦氏の始祖である。
中国唐の高宗代に兵部侍郎を務めたが、660年に大司馬大将軍蘇定方と共に唐・新羅の同盟の将軍として百済を滅亡させた後、新羅に帰化した。